# Conte Nelson

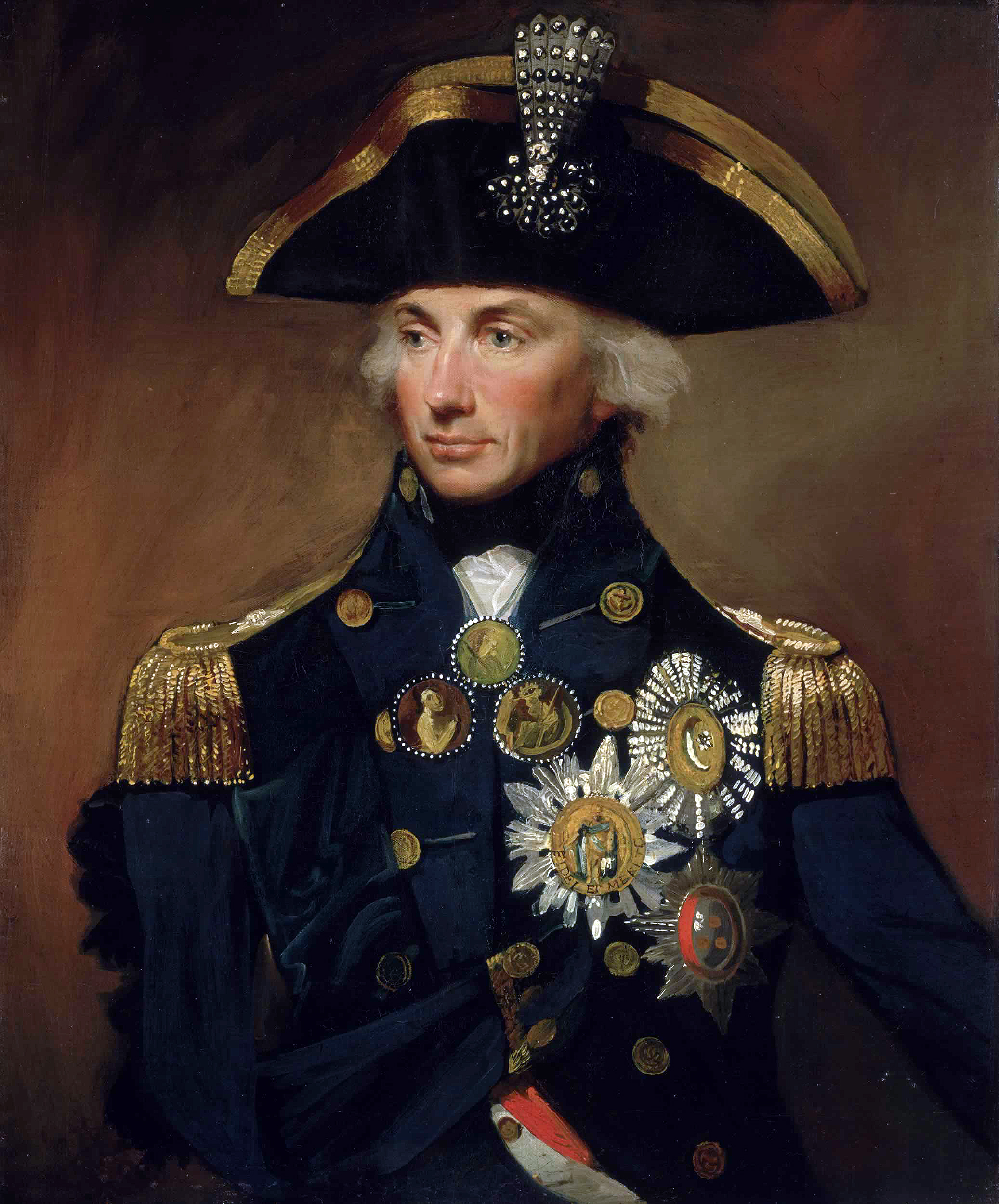
Horatio Nelson, I visconte Nelson

Il titolo di Conte Nelson, di Trafalgar e di Merton nella contea del Surrey, è un rango nobiliare della Parìa del Regno Unito.

## Storia
Il titolo venne creato il 20 novembre 1805 per William Nelson, II barone Nelson, fratello maggiore del famoso ammiraglio Horatio Nelson, I visconte Nelson. La famiglia Nelson vantava più di un motivo per poter ottenere un titolo nobiliare: da generazioni risiedeva nel Norfolk, il reverendo Edmund Nelson (1722–1802) era stato rettore di Hillborough e di Burnham Thorpe in quella contea, oltre ad aver sposato Catherine Suckling, la cui nonna materna Mary era sorella di Robert Walpole, I conte di Orford e di Horatio Walpole, I barone Walpole di Wolterton.
Horatio Nelson, il famoso ammiraglio, ottenne per primo di far parte della nobiltà dopo la sconfitta dei francesi nella Battaglia del Nilo nel 1798, venendo incluso nella Parìa di Gran Bretagna come Barone Nelson, del Nilo e di Burnham Thorpe nella contea di Norfolk, il 6 novembre 1798. Nel 1799 venne creato Duca di Bronte dal re Ferdinando I delle Due Sicilie, che gli concesse di usato anche in Gran Bretagna. Dopo la sconfitta dei danesi nella battaglia di Copenaghen nell'aprile del 1801 Nelson fu designato Visconte Nelson, del Nilo e di Burnham Thorpe nella contea di Norfolk dal 22 maggio 1801. Il 18 agosto dello stesso anno gli fu attribuita la dignità di Barone Nelson del Nilo e di Hillborough nella contea di Norfolk. Entrambi i titoli vennero compresi nella paria del Regno Unito. Lord Nelson venne ucciso nella battaglia di Trafalgar il 21 ottobre 1805 e dal momento che non ebbe figli legittimi alla sua morte la baronìa del 1798 e la vicecontea si estinsero.
Gli succedette nella baronìa, nel 1801, unitamente alla ducea di Bronte (in Sicilia), suo fratello maggiore, il reverendo William Nelson. Nel novembre del 1805 egli venne creato Visconte Merton, di Trafalgar e di Merton nella contea del Surrey, e Conte Nelson, di Trafalgar e di Merton nella contea del Surrey. Entrambi i titoli entrarono nella parìa del Regno Unito. Morto senza eredi maschi William, raccolse la successione la figlia, lady Charlotte Mary, moglie di Samuel Hood, II barone Bridport. Prese il posto dell'ultimo conte il nipote Thomas Bolton, figlio maggiore di Susannah Bolton, sorella del primo visconte e conte oltre che moglie di Thomas Bolton. Egli ebbe però la possibilità di succedere ai titoli assumendo il cognome di Nelson. Thomas mantenne il suddetto rango per soli otto mesi in quanto alla sua morte gli subentrò il primogenito, dal quale a sua volta ereditò il figlio terzogenito, l'unico sopravvissutogli. Quest'ultimo non si sposò mai e alla sua scomparsa nel 1947 la dignità passò all'ottantasettenne fratello minore, il quale divenne così il quinto conte Nelson. Dopo altri passaggi, l'attuale detentore del titolo è Simon John Horatio Nelson, X conte Nelson.
Seguendo l'esempio del celebre ammiraglio, altri due personaggi della famiglia Nelson hanno intrapreso la carriera militare nella Royal Navy: Maurice Horatio Nelson (1832–1914), terzo figlio del secondo conte, divenne contrammiraglio, mentre suo figlio primogenito Maurice Henry Horatio Nelson (1864–1942) è stato capitano,

## Barone Nelson, prima creazione (1798)
- Horatio Nelson, I visconte Nelson, 1 barone Nelson (1758–1805) (estinto alla morte; creato Visconte Nelson nel 1801)

## Visconte Nelson (1801)
- Horatio Nelson, I visconte Nelson, I barone Nelson (1758–1805) (estinto alla mort)

## Barone Nelson, seconda creazione (1801)
- Horatio Nelson, I visconte Nelson, I barone Nelson (1758–1805)
- William Nelson, II barone Nelson (1757–1835) (creato Conte Nelson nel 1805)

## Conte Nelson (1805)
- William Nelson, I conte Nelson (1757–1835)
- Thomas Nelson, II conte Nelson (1786–1835)
- Horatio Nelson, III conte Nelson (1823–1913)
- Thomas Horatio Nelson, IV conte Nelson (1857–1947)
- Edward Agar Horatio Nelson, V conte Nelson (1860–1951)
- Albert Francis Joseph Horatio Nelson, VI conte Nelson (1890–1957)
- Henry Edward Joseph Horatio Nelson, VII conte Nelson (1894–1972)
- George Joseph Horatio Nelson, VIII conte Earl Nelson (1905–1981)
- Peter John Horatio Nelson, IX conte Nelson (1941–2009)
- Simon John Horatio Nelson, X conte Nelson (n. 1971)